# Agyrta monoplaga
Agyrta monoplaga är en fjärilsart som beskrevs av Druce 1898. Agyrta monoplaga ingår i släktet Agyrta och familjen björnspinnare. Inga underarter finns listade i Catalogue of Life.